# Yuki Nishiya
Yuki Nishiya (født 5. oktober 1993) er en japansk fodboldspiller, som spiller for den japanske fodboldklub Tochigi SC.